# Tathi Piancastelli
Tathiana Piancastelli Heiderich, conhecida pelo nome artístico de Tathi Piancastelli (São Paulo, 14 de julho de 1984), é uma atriz, escritora, digital influencer, palestrante, ativista brasileira e representante da Organização da Sociedade Civil (OSC) Instituto MetaSocial.

## Turma da Mônica
Tathi inspirou o cartunista Maurício de Sousa, criador da Turma da Mônica, a desenhar uma personagem com síndrome de Down. Em 2008, durante um evento de inclusão, batizou a personagem com o nome de Tati para homenageá-la, omitindo apenas a letra “h”. A personagem foi lançada oficialmente através de uma revista especial deste mesmo ano chamada Viva as Diferenças, onde a personagem e algumas características da síndrome foram apresentadas. Após esta edição, Tati passou a participar da turma. Maurício de Sousa criou um projeto em parceria com a ONG Mulher Brasil, chamado Donas da Rua da História com o objetivo de trabalhar o empoderamento feminino. Tathi fez parte do projeto e da exposição apresentada no Conjunto Nacional, em São Paulo.

## ONU
Tathi representou o Brasil ao discursar na sede das Nações Unidas em Nova York, durante a primeira celebração oficial do Dia Internacional da Síndrome de Down, em 2012.

## Ativista
Como ativista, Tathi usa suas redes sociais para disseminar informações e dar visibilidade a causa da pessoa com a síndrome de Down. Pela relevância do trabalho que realiza como autodefensora, falando pela própria causa, ganhou destaque nos maiores espaços midiáticos, incluindo uma capa da revista da empresa aérea Gol Linhas Aéreas Inteligentes.

## Carreira
Tathi escreveu e protagonizou a peça Menina dos Meus Olhos (Apple of My Eye). Produzida profissionalmente nos EUA, foi encenada em Nova York sob a direção de Débora Balardini. Com a temática agressão contra mulheres, o espetáculo se apresentou em 2015 na sede do UNICEF, em Nova York, a convite da ONU Mulheres durante o CSW ( Commission on the Status of Women). Menina dos Meus Olhos foi selecionada para o XXX FITH (Festival Internacional de Teatro Hispano, em Miami), se apresentando no Kobeck Center em duas sessões. Tathi foi indicada para o Brazilian Press Award 2017 na categoria Melhor Atriz e sua peça ganhou indicação e prêmio de Melhor Espetáculo Brasileiro apresentado nos EUA no ano anterior. A cerimônia de premiação foi realizada no Broward Center for the Performing Arts, em Fort Lauderdale, na Flórida. Em 2017, Tathi fez uma participação no filme Cromossomo 21, do cineasta Alex Duarte, e foi uma das protagonistas da websérie Geração 21, do mesmo diretor. No recente lançamento do documentário Expedição 21, Tathi também participou. Atua como modelo fotográfica, participando de campanhas institucionais e comerciais, como por exemplo, fotografando para o catálogo de cosméticos lançados na maior feira brasileira do segmento. Tathi foi modelo exclusiva do projeto Inside Out, idealizado por Nila Costa com curadoria de Jade Matarazzo e participação dos artistas Manu Militão e Jonatas Chimen. Imagens inspiradas na história de vida de Tathi Piancastelli objetivam romper paradigmas e tornar a diversidade parte das nossas reflexões.

## Samba-enredo de Escola de Samba
Em 2020, a escola de samba Unidos do Alvorada de Manaus, o terceiro maior carnaval do Brasil, solicitou o uso do nome do projeto de Tathi Piancastelli e levou a história de vida dela e a diversidade como tema. "Oi, Eu Estou Aqui, Alvorada Com Um Cromossomo a Mais Mostra Que Ser Diferente é Normal. Tathi foi homenageada desfilando com sua família como destaque no carro alegórico principal.

## ” Oi, eu estou aqui”
Atualmente, Tathi se dedica ao projeto solo teatral Oi, Eu Estou Aqui, co-escrito com o diretor Fábio Costa Prado. A peça foi apresentada em versão curta em 2019 em Veneza, durante a Bienal. O monólogo estreia no Brasil em versão longa em breve.

## Filmografia

### Teatro
| Ano  | Título                                  | Direção           |
| ---- | --------------------------------------- | ----------------- |
| 2015 | Menina dos Meus Olhos (Apple of My Eye) | Débora Balardini  |
| 2019 | Oi, Eu Estou Aqui                       | Fábio Costa Prado |

### Cinema
| Ano  | Título        | Direção     |
| ---- | ------------- | ----------- |
| 2017 | Cromossomo 21 | Alex Duarte |

### Internet
| Ano  | Título     | Direção     |
| ---- | ---------- | ----------- |
| 2017 | Geração 21 | Alex Duarte |

### Televisão
| Ano  | Título       | Gênero       |
| ---- | ------------ | ------------ |
| 2017 | Expedição 21 | Documentário |